# سيرجيو لوبيز (لاعب كرة قدم مواليد 1999)
سيرجيو لوبيز هو لاعب كرة قدم ألماني، ولد في 8 أبريل 1999.